# Temenis amazonica
Temenis amazonica är en fjärilsart som beskrevs av Hans Fruhstorfer 1907. Temenis amazonica ingår i släktet Temenis och familjen praktfjärilar. Inga underarter finns listade i Catalogue of Life.